# Флаг Угледара
Флаг Угледара (укр. Прапор Вугледара) — официальный символ города Угледар Донецкой области Украины. Утверждён 26 декабря 2007 года решением сессии городского совета.

## Описание
Прямоугольное полотнище с соотношением сторон 2:3 состоит из трёх горизонтальных полос жёлтого, голубого и жёлтого цветов (1:5:1). В центре голубой полосы герб города.